# Zalka Ödön
Zalka Ödön (Kassa, 1897. július 1. – Budapest, Józsefváros, 1951. február 1.) magyar orvos, patológus, egyetemi tanár, Zalka Zsigmond agrokémikus fia.

## Életútja
Zalka Zsigmond (1861–1931) és Kneipp Natália (1869–1945) fiaként született. Elemi és középiskolai tanulmányait jeles eredménnyel végezte. 1915 szeptemberében iratkozott be a Budapesti Tudományegyetem Orvostudományi Karára, ahol mindhárom orvosi szigorlatát kitűnő eredménnyel tette le. Féléves háborús katonai szolgálat miatt 1920. november 13-án avatták orvosdoktorrá.
1920. november 13-án lépett be az I. sz. Kórbonctani Intézetbe, ahol először mint bejáró dolgozott, majd 1921 márciusában díjtalan, 1922 szeptemberében díjas gyakornok lett. 1923-ban tanársegédi címet nyert. 1923. március 1-jén díjas tanársegéddé és 1929. október 1-jén címzetes adjunktussá nevezték ki.
1921. december 1-től a Szent István Kórház proszektúráján mint segédorvos, 1924. március 1. óta mint alorvos működött. 1928. július 1-jén főorvosi kinevezést kapott.
Az 1920-as évek elején a Tudománymentő Bizottság ösztöndíjainak egyikével tüntették ki. Az 1925/1926. tanévet a Rockefeller Alapítvány ösztöndíjával az Amerikai Egyesült Államokban és Európa néhány nagyvárosában töltötte tanulmányúton.
A Pázmány Péter Tudományegyetem Orvostudományi Kara 1928. június 28-án tartott ülésén a sejtkórtan című tárgykörből egyetemi magántanárrá habilitálta. Az 1929/1930. tanév II. felétől kezdve minden félévben előadást hirdetett. 1928. szeptember és november között a davosi kutatóintézetben dolgozott Loewy professzor mellett. 1929-ben a Deutsche Pathologische Gesellschaft bécsi ülésén, 1930-ban a párizsi nemzetközi mikrobiológiai kongresszuson, valamint az amszterdami nemzetközi citológiai kongresszuson vett részt. 1930-ban a Budapesti Királyi Orvosegyesület főtitkárává választották. 1931-ben a német kórtani társaság müncheni ülésén előadást tartott. 1932 nyarán a Tihanyi Biológiai Intézetben dolgozott. 
1945-ben a főpolgármester kinevezte a fővárosi közkórházak központi igazgatójává s egyben a Szent Rókus Kórház igazgató-főorvosává. 1948-tól 1950-ig a II. számú Kórbonctani Intézet (ma: II. sz. Patológiai Intézet) igazgatója, az egyetem nyilvános rendes tanára.
Felesége dr. Gál Aurélia Ida volt, akit 1935. május 9-én Budapesten, a Józsefvárosban vett nőül. 1948 áprilisában feleségét megbízták a Szent István Kórház igazgató-főorvosi teendőinek ellátásával.
A Fiumei úti sírkert 33. parcellájában nyugszik.

## Tudományos munkássága
Patohisztológiával, érelmeszesedéssel, fertőző betegségekkel, rákkutatással foglalkozott. Rákmorbiditási statisztikái világviszonylatban is egyedülállóak.

## Művei
- A leukocyták előfordulása acut poliomyelitisben. (Magyar Orvosi Archívum, 1920, 21.)
- Rectalis aether-narcosis érdekes szövődménye. (Orvosi Hetilap, 1923, 41.)
- Adatok a plexus choriodeus kórszövettanához. (Magyar Orvosi Archívum, 1925, 26.)
- Vizsgálatok a chloroformnak a májra gyakorolt hatásáról. 1. Az acut chloroformmérgezés okozta elváltozásoknyulak májában. (Magyar Orvosi Archívum, 1926, 27.)
- Vizsgálatok a chloroformnak a májra gyakorolt hatásáról. II. A chronikus chloroform mérgezés okozta elváltozássok nyulak májában. (Magyar Orvosi Archívum, 1926, 27.)
- A kórbonctan és tanítása az Északamerikai Egyesült Államokban. (Orvosi Hetilap, 1926, 42.)
- A tüdőrák gyakoriságáról és szaporodásának okairól. (Orvosi Hetilap, 1927, 49.)
- A vesekőbetegség pathologiai anatómiája. (Orvosképzés, 1928, 3 4.)
- A vitális festés használata a pathologiában és az általa elért eredmények. (Orvosképzés, 1931, 1.)
- Daganatsejtek kimutatása punctátumokban és köpetben és a vele elérhető eredmények. (Orvosi Hetilap, 1932, 41.)
- A rák halálozási statisztikájának helyesbítése a boncolási statisztikák alapján. (Népegészségügy, 1935, 1.)
- A scrofulosis pathologiája. (Orvosképzés, 1935, 3.)
- A székesfővárosi Szent István közkórház kórbonctani rákstatistikája 1919-1933 évekig. Kenessey Lászlóval. (Magyar Orvosi Archívum, 1935, 36.)
- A myokardiális elváltozások jelentősége a keringési zavarok keletkezésében. (Gyógyászat, 1936, 35–36.)
- A rák téves kórisméje a boncolási statisztika megvilágításában. (Orvosképzés, 1942, 1.)
- Rákstatisztika (Budapest, 1950)

## Díjai, elismerései
- Magyar Köztársasági Érdemérem arany fokozata (1948)